# Ilhas Selvagens
Ilhas Selvagens este o arie protejată (arie specială de conservare — SAC, sit de importanță comunitară — SCI) din Portugalia întinsă pe o suprafață de 9.471,1 ha, integral pe uscat.

## Localizare
Centrul sitului Ilhas Selvagens este situat la coordonatele 30°09′19″N 15°52′02″W / 30.1553°N 15.8672°V.

## Înființare
Situl Ilhas Selvagens a fost declarat sit de importanță comunitară în iunie 1995 pentru a proteja 2 specii de plante și 23 de specii de animale. Situl a fost protejat și ca arie specială de conservare în octombrie 2009.

## Biodiversitate
Situată în ecoregiunile  și marină macaroneziană, aria protejată conține 5 habitate naturale: Bancuri de nisip acoperite în permanență slab de apă marină, Terase mlăștinoase și terase nisipoase neacoperite de apă la reflux, Golfuri mici largi și golfuri puțin adânci, Faleze cu floră endemică de pe coastele macaroneziene, Tufărișuri termo-mediteraneene și de pre-deșert.
La baza desemnării sitului se află mai multe specii protejate:
- plante (2): Argyranthemum thalassophilum, scilla madeirensis (Scilla maderensis)
- păsări (22): Anthus berthelotii, stârc cenușiu (Ardea cinerea), pietruș (Arenaria interpres), Bulweria bulwerii, Calonectris diomedea, lăstun de casă (Delichon urbica), egretă mică (Egretta garzetta), vânturel roșu (Falco tinnunculus), rândunică (Hirundo rustica), Larus michahellis, codobatură galbenă (Motacilla alba), culic mare (Numenius arquata), Numenius phaeopus, Oceanodroma castro, Pelagodroma marina, codroș de munte (Phoenicurus ochruros), pitulice de munte (Phylloscopus collybita), pitulice-fluierătoare (Phylloscopus trochilus), Puffinus assimilis, Sterna dougallii, chiră de baltă (Sterna hirundo), turturică (Streptopelia turtur)
- reptile (1): Caretta caretta

Pe lângă speciile protejate, pe teritoriul sitului au mai fost identificate 7 specii de plante, 3 specii de nevertebrate, 2 specii de reptile.